# Présidence maltaise du Conseil de l'Union européenne en 2017
Présidence slovaque du Conseil de l'Union européenne en 2016 Présidence estonienne du Conseil de l'Union européenne en 2017
La présidence maltaise du Conseil de l'Union européenne en 2017 est la première présidence du Conseil de l'Union européenne assurée par Malte.
Présidence de l'Union du 1er janvier au 30 juin 2017, elle a fait suite à la présidence slovaque du Conseil de l'Union européenne, qui avait commencé le 1er juillet 2016, et a précédé la présidence estonienne, qui a commencé le 1er juillet 2017.

## Programme
Les priorités de la présidence maltaise sont définis dans un document de travail réalisé en 2016 qui tient compte des objectifs du trio en cours (Pays-Bas, Slovaquie et Malte) et des évènements conjoncturels importants (crise migratoire en Europe, Brexit, etc.)
- Politique migratoire : mise en application des dispositions précédemment votées, renforcement et rationalisation du système européen commun d'asile, réorientation du règlement Dublin III, transformation du bureau européen d'appui à l’asile en une Agence européenne.
- Marché unique : développement du marché unique numérique, amélioration de la protection et de l'accès aux services pour les consommateurs, harmonisation du marché des capitaux de l'Union européenne.
- Sécurité : poursuite de la lutte contre le terrorisme et la criminalité organisé, amélioration des échanges de données, poursuite de la lutte contre le financement du terrorisme et le blanchiment des capitaux, amélioration de la gestion des frontières extérieures de l'Union,
- Inclusion sociale : amélioration de la participation des femmes au sein du marché de l'emploi, lutte contre les violences à caractère sexiste, organisation d'une conférence ministérielle sur les questions LGBT.
- Voisinage européen : stabilisation de la Libye, soutien de la reprise du processus de paix au Proche-Orient, soutien à la transition démocratique en Tunisie et à la recherche d'une solution de paix durable dans le conflit en Syrie, approfondissement des relations avec la Ligue arabe et le Conseil de coopération du Golfe, coopération avec les pays du voisinage oriental, notamment en vue de soutenir l'Ukraine et de veiller à la coopération avec la Russie.
- Espaces maritimes : promotion de la gouvernance internationale des océans et lancement d'une initiative spécifique pour le bassin de la Méditerranée occidentale.

## Identité visuelle

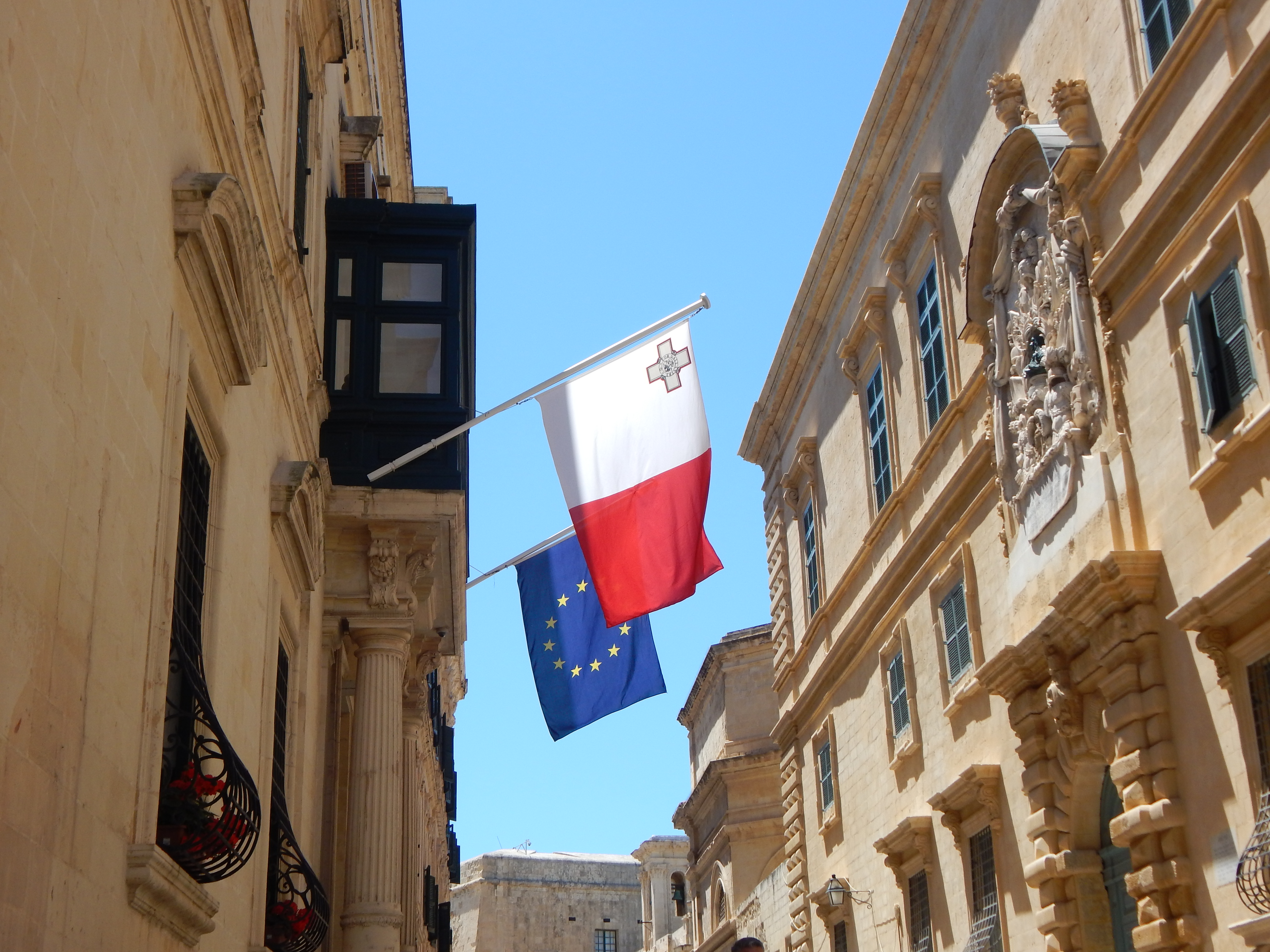
Drapeaux de l'UE et de Malte sur l'une des façades du Ministère des Affaires étrangères à La Valette.

Le logo associé graphiquement à la présidence du Conseil de l'UE de Malte représente une croix de Malte conçue par un étudiant du Malta College of Arts, Science and Technology, les contours de la croix sont mélangés avec des symboles culturels maltais, à savoir la dentelle, les feux d'artifice et les carreaux maltais qui ornent les maisons. Les couleurs ont été choisies afin de représenter l'aurore et l'aube imitant « le processus continu de renaissance, renouveau et réunion que [l'Europe] vit ».

« Il est devenu une interprétation plus stylisée de la croix de Malte, pour pallier au fossé historique entre les valeurs nationales historiques, et la fraternité aux multiples facettes qui caractérise actuellement l'UE. Il pointe dans toutes les directions, indiquant où Malte voit sa place dans le monde. »

## Sources